# Tresfjords kommun
Tresfjords kommun (norska: Tresfjord kommune) var en kommun i Møre og Romsdal fylke i västra Norge. Kommunen omfattade den södra delen av nuvarande Vestnes kommun (Tresfjords socken). Tätorten Tresfjord utgjorde kommunens centralort.

## Administrativ historik
Sylte kommun upprättades den 1 januari 1899 genom utbrytning ur Vestnes kommun. Kommunen hade 1 408 invånare vid upprättandet.
Den 28 april 1922, genom kunglig resolution, bytte kommunen namn från Sylte kommun till Tresfjords kommun.
Den 1 januari 1964 gick Tresfjords kommun åter upp i Vestnes kommun. Kommunens hade då 1 319 invånare.